# 高蓋村
高蓋村（たかふたむら）は、広島県神石郡にあった村。現在の神石郡神石高原町の一部にあたる。

## 地理
芦田川水系矢多田川の流域に位置していた。

## 歴史
- 1889年（明治22年）4月1日、町村制の施行により、神石郡高蓋村が単独で村制施行し、高蓋村が発足[1][2]。大字は編成せず[2]。高蓋村、木津和村、父木野村、光末村、光信村の町村組合を結成し役場を高蓋村に設置[2]。
- 1925年（大正14年）電気点灯[2]。
- 1944年（昭和19年）1月1日、神石郡木津和村、父木野村、光末村、光信村と合併し、高蓋村が存続[2][1]。高蓋、木津和、父木野、光末、光信の5大字を編成[2]。
- 1949年（昭和24年）7月1日、芦品郡大正村の一部（大字桑木）を編入[1][2]。大字桑木を加えて6大字となる[2]。
- 1954年（昭和29年）3月31日、甲奴郡階見村の一部を編入[1][2]。大字階見を加えて7大字となる[2]。
- 1955年（昭和30年）3月31日、神石郡来見村、小畠村と合併し、町制施行し三和町を新設して廃止された[1][2]。

## 産業
- 農業、コンニャクイモ、葉煙草、和牛、商業[2]